# Alejandro Fasanini
Alejandro Fasanini (Buenos Aires, 31 dicembre 1966) è un compositore argentino.
Fasanini è un compositore argentino, radicato in Italia, discepolo del compositore spagnolo Luis de Pablo. Fondatore e direttore artistico dell'Artphonus Symphony Orchestra e dell'Hijos Ilegítimos de Astor Orchestra, la sua discografia comprende quindici album che spaziano dalla musica popolare a quella contemporanea.

## Formazione
Fasanini ha studiato composizione contemporanea a Madrid, Spagna, per tre anni sotto la guida di Luis de Pablo nella Fundación SGAE. Ha frequentato il Conservatorio Julián Aguirre, la Escuela de Música Popular de Avellaneda e l'Instituto Autoral Sebastián Piana de SADAIC a Buenos Aires. Si è specializzato in armonia e composizione con Rodolfo Alchourrón e Juan Carlos Cirigliano.
Inoltre, ha studiato presso l'Academia Nacional de Tango a Buenos Aires con insegnanti come Horacio Ferrer, Ricardo Ostuni, José Gobello, Héctor Negro e Oscar del Priore.
In Italia, Fasanini ha studiato psicologia sociale presso la Scuola di Prevenzione José Bleger – Psicoanalisi Operativa, Conception Operativa di Gruppo e ha applicato queste tecniche nelle sue attività pedagogiche e artistiche.

## Discografia
- Reo que confiesa (Transdisk Musica) - 1999
- Aproximación a otro Tango (Abrazo ASS. C.) - 2005
- Tríptico Português - Elisa Ridolfi (Abrazo ASS. C.) - 2007
- Contemporary Tango Trilogy - Orchestra Hijos ilegítimos de Astor  (Artphonus) - 2019
- Contemplación Tango (Artphonus) - 2019
- Intuición Tango (Video Radio) - 2013
- Tentación Tango (Music Center) - 2010
- Sonatas para vivir - Daniela Ferrati (Artphonus) - 2020
- Claudia Toscano y la orquesta Hijos ilegítimos de Astor (Acqua Records) - 2021
- Let it appear - Orchestra Artphonus (Sonicart - Etnica Edizioni) - 2021
- Essa vida esse amor - Daniella Firpo (Sonicart - Etnica Edizioni) - 2022
- Con il cuore di Aleli - Valeria Visconti  (Sonicart - Etnica Edizioni) - 2023
- Suite for Art - Orchestra Artphonus (Sonicart - Etnica Edizioni) -  2024
- Sympathetic Resonance Suite (Sonicart - Etnica Edizioni) - 2024
- Sympathetic Resonance II Suite (Sonicart - Etnica Edizioni) - 2025
- Around Ballet - Filarmonica Gioachino Rossini (Sonicart - Etnica Edizioni) - 2025

## Premi e riconoscimenti
- Menzione d'onore nel “Certamen Hugo del Carril” di Buenos Aires – 1999[8]
- Vincitore del Festival della Canzone Italiana di Pesaro – 2007
- Vincitore del Festival delle Orchestre di Roma – 2011
- Semifinalista al Concorso per Compositori Ravel Contest – 2017
- Nominato ai 21º Latin GRAMMY Awards 2020 per il Miglior Album di Tango[9]